# Domingos da Costa Ribeiro
Domingos da Costa Ribeiro († 18. April 1979 in Dili, Osttimor) war ein osttimoresischer Politiker und Freiheitskämpfer.

## Werdegang
Durch indonesischen Einfluss kam es zwischen der FRETILIN auf der einen Seite und UDT und APODETI auf der anderen Seite im August 1975 zum Bürgerkrieg. Die Kolonialregierung verließ überstürzt die Hauptstadt Dili und blieb auf der vorgelagerten Insel Atauro. Nachdem sich die FRETILIN Ende des Monats gegen die UDT durchgesetzt hatte und der portugiesische Gouverneur sich weigerte nach Dili zurückzukehren, baute die FRETILIN eigene Strukturen auf. José Gonçalves übernahm ab dem 11. Oktober die Leitung der Kommission für Wirtschaftsmanagement und -aufsicht, zusammen mit Sera Key und Domingos da Costa Ribeiro.
Als Teil der Führungsebene der FRETILIN wurde Ribeiro am 30. November 1975 zum Vizeminister für Kommunikation und Verkehr ernannt, nachdem die linksorientierte Partei zwei Tage zuvor die Unabhängigkeit Osttimors von Portugal einseitig ausgerufen hatte. Doch am 7. Dezember begann Indonesien mit der offenen Invasion und landete mit Truppen in der Hauptstadt Dili, so dass sich die FRETILIN-Regierung zurückziehen musste.
Ribeiro beteiligte sich als stellvertretender Stabschef der FALINTIL, der Parteiarmee der FRETILIN, am bewaffneten Widerstand. Mitte 1977 wurde er auf dem Treffen des Zentralkomitees der FRETILIN (CCF) in Aicurus zum Stabschef befördert. Er löste damit José da Silva ab, der in der zweiten Hälfte von 1976 aufgrund von Meinungsverschiedenheiten über die Umstrukturierung der FALINTIL in Ungnade gefallen war. Da Silva sich von den Versuchen der Politoffiziere ihre Autorität wiederherzustellen ungerührt zeigte, kam es zum Streit, Schusswechsel, Gefangennahme und schließlich zu seiner Exekution.
Ribeiro wurde aber noch 1977 von den Indonesiern gefangen genommen. Er kam in das Gefängnis Comarca in Dili. In der Nacht vom 18. April 1979 wurden er und zehn weitere Gefangene an den Strand von Areia Branca gebracht und von Mitgliedern des Bataillon 745 hingerichtet. Diese Einheit der indonesischen Armee bestand aus Osttimoresen unter dem Kommando indonesischer Offiziere.

## Familie
Ribeiro war mit Bemvinda Chaves verheiratet.